# Sentimenti (album)
Albums de Michel Mallory
Radiche
(1993) Parolle d'omu
(2010)
Sentimenti est un album de Michel Mallory enregistré en langue corse. Il sort en 2007.

## Autour de l'album
Référence originale : Warner Music 2564697024.
Michel Mallory écrit et compose l'ensemble des titres, il réalise également l'album en collaboration avec Patrick Mattei.
Sentimenti est après Canta (1986), Terra Corsa (1989) et Radiche (1993), le quatrième album de l'auteur-compositeur-interprète (en 2010 il enregistrera encore Parolle d’omu).
Johnny Hallyday est à l'origine du duo interprété avec Mallory, pour lequel il a enregistré gracieusement L'amore solu.

## Les titres
Pour l'ensemble des titres, paroles et musiques : Michel Mallory.
| No  | Titre                               | Durée |
| --- | ----------------------------------- | ----- |
| 1.  | Isulani                             | 3:30  |
| 2.  | L'anima Corsa                       | 3:40  |
| 3.  | Balanim                             | 3:10  |
| 4.  | Tù si                               | 3:27  |
| 5.  | L'amore solu (avec Johnny Hallyday) | 3:44  |
| 6.  | U mo figliolu                       | 3:31  |
| 7.  | Bella Leatizia                      | 3:48  |
| 8.  | Diaspora                            | 3:19  |
| 9.  | Mi n'agbju da andà                  | 3:46  |
| 10. | A voce di a Corsica                 | 3:27  |
| 11. | Un ti n'andà                        | 3:14  |

## Musiciens
- Source pour l'ensemble de la section[5] :

Loic Pontieux : Drums, percussions
Jean-Marie Gianelli : Basse, claviers, piano, guitares électriques, mandolines, guitare solo
Patrick Mattei : Guitares électriques, guitares acoustiques, clavier
Jean Luciani : Guitare solo
Michel Mallory : Mandolines, guitares acoustiques, guitares électriques, harmonica